# Ruodhaid
Ruodhaid was een bijvrouw of friedelvrouw van Karel Martel met wie zij de volgende kinderen had:
- Bernhard (geboren voor 732-787)
- Hieronymus
- Remigius, aartsbisschop van Rouen (gestorven 771)
- Aldana, echtgenote van Theoderik, graaf van Autun (niet in de bronnen vermeld)